# Schizophragma
Schizophragma é um género botânico pertencente à família Hydrangeaceae.
1. ↑  «Schizophragma — World Flora Online». www.worldfloraonline.org. Consultado em 19 de agosto de 2020